# آزمون سگ گله
آزمون سگ گله (به انگلیسی: Sheepdog trial) (همچنین رویداد گله‌داری، آزمون سگ انبار یا آزمون سگ) - یک رقابت یا آزمونی برای توانایی‌های کاری سگ‌های نژاد گله است. این یک نوع ورزش سگ است که در دهه ۱۸۶۰ در نیوزیلند پدیدار شد. در دهه ۱۸۷۰ آزمایش‌های منظم در استرالیا و بریتانیا نیز برگزار می‌شد و در پایان قرن بیستم در بسیاری از کشورهای جهان محبوبیت پیدا کرد. در آزمون، سگ‌ها مهارت‌های اساسی مدیریت گله را که توسط داور ارزیابی می‌شود، نشان می‌دهند. سازمان‌های بین‌المللی و ملی ورزش‌شناسی، انجمن‌های پرورش‌دهندگان گوسفند و گاو در سازماندهی این رویدادها مشارکت دارند. معمولاً آزمون‌ها با گوسفند برگزار می‌شود، گاهی از جانوران دیگر مانند اردک یا گاو نیز استفاده می‌شود.